# Jonathan Mayhew

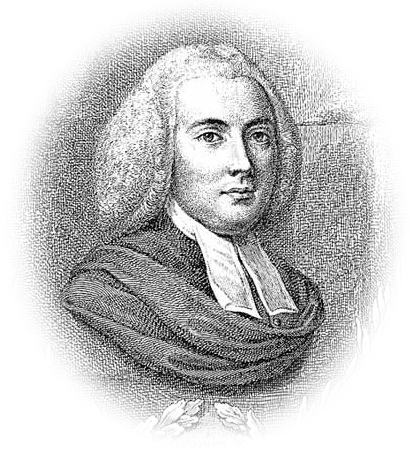
Jonathan Mayhew in einer Radierung von Giovanni Cipriani (London, 1767)

Jonathan Mayhew (* 8. Oktober 1720 auf Martha’s Vineyard; † 9. Juli 1766 in Boston, Province of Massachusetts Bay) war ein führender Vertreter des frühen christlichen Unitarismus in Nordamerika.

## Leben
Mayhew wurde 1720 auf der Insel Martha’s Vineyard in der Province of Massachusetts Bay als fünftes Kind des Siedlers Thomas Mayhew geboren. Sein Vater war unter anderem als Missionar unter den auf der Insel und der Umgebung lebenden Indianern aktiv. Jonathan Mayhew selbst studierte Theologie an der Harvard University und wurde drei Jahre nach seinem Abschluss 1747 zum Pfarrer der kongregationalistischen Old West Church in Boston ordiniert.
Theologisch positionierte Mayhew sich jedoch (trotz seiner kongregationalistischen Herkunft) gegen den Calvinismus und argumentierte beispielsweise gegen die Vorstellung einer völligen Verderbtheit des Menschen. Stattdessen vertrat Mayhew liberale und antitrinitarische Positionen, was ihm zu einem frühen Vertreter des nordamerikanischen Unitarismus machte. Mahew verband seine Theologie auch mit politischem Engagement und trat vehement für bürgerliche Freiheiten ein. Für ihn war das Engagement gegen Unrecht Christenpflicht. Ihm wird auch der Ausspruch No taxation without representation zugeschrieben. Im Jahr 1765 wandte er sich zum Beispiel gegen den britischen Stamp Act und forderte schon früh eine Union der nordamerikanischen Kolonien. Er stand selbst im Verdacht zu den Unruhen gegen den Stamp Act beigetragen zu haben, was er aber vehemt von sich wies. Seine Predigten und Schriften wurden sowohl in Boston als auch in London gedruckt und hatten starken Einfluss auf die sich formierende amerikanischen Unabhängigkeitsbewegung. Zu einem seiner bekanntesten Werke wurde Discourse Concerning Unlimited Submission, das am 100. Jahrestag der Hinrichtung des früheren englischen Königs Karl I. erschien und in dem er deutlich Stellung gegen die Monarchie nimmt und sich deutlich als Republikaner positioniert. Im Jahr 1763 übte er scharfe Kritik an der Praxis der noch heute bestehenden anglikanischen Missionsgesellschaft Society for the Propagation of the Gospel (deutsch Gesellschaft zur Verbreitung des Evangeliums) britische Pfarrer nach Nordamerika auszuschicken. Im Jahr 1749 erhielt er den Doktor der Theologie der University of Aberdeen und im Jahr 1765 wurde er als Dozent für Theologie an die Harvard University berufen, doch schon ein Jahr später, am 9. Juli 1766 starb Jonathan Mayhew in Boston.